# Clancy Wiggum
Clancy Wiggum je fiktivní postava z amerického animovaného seriálu Simpsonovi. Je šéfem springfieldské policie, otcem Ralpha Wigguma a manželem Sarah Wiggumové.
Obžerný, nezodpovědný a nedospělý Wiggum je často příliš líný a zbabělý, než aby se obtěžoval s bojem proti zločinu. Jeho zodpovědnější podřízení policisté Eddie a Lou mu dělají poskoky v jeho vylomeninách.

## Vývoj postavy
Jeho příjmení Wiggum je dívčí jméno matky Matta Groeninga. Jako „vědomá slovní hříčka“ byl Wiggum navržen tak, aby vypadal jako prase. Hank Azaria nejprve založil svůj hlas pro Wigguma na Davidu Brinkleym, ale byl příliš pomalý, a tak ho změnil na imitaci Edwarda G. Robinsona.

## Životopis
Náčelník Wiggum je irského původu. Podle epizody Zuřící dědeček a jeho reptající vnuk sloužil Wiggumův otec Iggy v pěchotním oddíle Abe Simpsona, z čehož vyplývá, že Wiggumovi emigrovali do Ameriky nejpozději počátkem 40. let. V epizodě Babička byl dospívající Wiggum na Springfieldské univerzitě na stáži u ochranky, když Homerova matka Mona sabotovala univerzitní laboratoř, kterou pan Burns používal k výrobě biologických zbraní. Antibiotika použitá k likvidaci zbraní vyléčila Wiggumovo astma a umožnila mu vstoupit do policejního sboru.
Mnoho epizod se zabývalo zákulisním příběhem, jak je možné, že Wiggum navzdory své neschopnosti zaujímá tak vysokou pozici v policejním sboru. Stejně jako u většiny vedlejších postav v seriálu se jedná o vtipy na jeden díl, které si navzájem odporují. Wiggum byl dočasně povýšen na policejního komisaře státu Springfield v epizodě Rošťácký rap z roku 2005 a objevil se také ve Speciálním čarodějnickém dílu XXX zobrazujícím Stranger Things jako náčelník Jim Hopper.
Clancy Wiggum je ústřední postavou dílu 21. řady Srdcový šerif, v němž se sblíží s Homerem Simpsonem.